# Thea Elisabeth Haevernick
Thea Elisabeth Haevernick (* 31. Juli 1899 in Rostock; † 14. April 1982 in Marburg) war eine in Mainz und Marburg tätige deutsche Prähistorikerin, die sich vor allem mit der Erforschung vorgeschichtlicher Glasfunde befasste.
Haevernick war die Tochter des Offiziers Oskar Haevernick und der Elisabeth, geb. von Maltzan Freiin zu Wartenberg und Penzlin. Die gelernte Krankenschwester studierte, zugelassen mit einer Sonderprüfung, Vor- und Frühgeschichte in Marburg (und jeweils ein Semester in Hamburg und Breslau). Die Promotion, als einzige Frau unter 29 männlichen Vorkriegsabsolventen, erfolgte am 12. Juli 1939 über „Glasarmringe und Ringperlen“ bei Gero von Merhart. Eine erste Berufsstation war seit 1938 eine Stelle als wissenschaftliche Hilfsarbeiterin ohne Abschluss an der Prähistorischen Staatssammlung in München, sodann wirkte sie 1941/1942 bei der Verfilmung französischer Fachbibliotheken in Paris mit und war 1942/1943 am Landesamt für Denkmalpflege in Posen tätig. Nach dem Krieg, in dem sie als Krankenschwester arbeitete und 1945 kurzfristig in Gefangenschaft war, hatte sie mehrere befristete Stellungen, so 1945 am Forschungsinstitut für Kunstgeschichte in Marburg, ab 1948 am Museum der Stadt Regensburg, am Landesamt für Denkmalpflege in Marburg, ab 1950 bei der Römisch-Germanischen Kommission in Frankfurt, von 1956 bis 1964 am Römisch-Germanischen Zentralmuseum in Mainz und schließlich in Forschungsprojekten an der Universität Marburg. Ihre Sammlung von etwa 3000 vorgeschichtlichen Glasperlen, die das Marburger Vorgeschichtliche Seminar in einer mehrbändigen Edition bearbeiten ließ, befindet sich heute im Glasmuseum Wertheim.

## Publikationen (Auswahl)
- Die Glasarmringe und Ringperlen der Mittel- und Spätlatènezeit auf dem europäischen Festland. Mit einem Beitrag von Paula Hahn-Weinheimer. Habelt, Bonn 1960 (zugleich Dissertation, Philipps-Universität Marburg 1939).
- mit Karin Braun: Bemalte Keramik und Glas aus dem Kabirenheiligtum bei Theben (= Das Kabirenheiligtum bei Theben. Band 4). Walter de Gruyter, Berlin 1981, ISBN 3-11-005756-5.